# 立花俊道
立花 俊道（たちばな しゅんどう、1877年10月17日 - 1955年4月2日）は、日本の仏教学者、哲学博士。曹洞宗の僧侶。第14代駒澤大学学長、学監。号は天眞。

## 来歴
佐賀県杵島郡南有明村（現・白石町）生まれ。1905年（明治36年）曹洞宗大学（現・駒澤大学）卒業。宗門海外留学生としてセイロン(現スリランカ)に渡り、コロンボ市ピデョーダヤ・カレッジ（ピヂョノダヤ・カレッジ
）でパーリ語や梵語（サンスクリット）、原始仏教を学ぶ。1919年（大正8年）インドシナ、タイ、ビルマなどを経て英国オックスフォード大学に留学。1922年、同大学にて哲学博士号を取得（研究成果は1926年「The Ethics of Buddhism」として出版）し帰国。曹洞宗大学、駒澤大学、東洋大学、早稲田高等学院の講師、教授を歴任。
1937年（昭和12年）駒澤大学学長に就任。1941年に退任、名誉教授。1945年、学長に再任し1947年まで務めた。八王子市の松門寺26世住職。著書に「巴利語文典」「校註正法眼蔵随聞記」「原始仏教と禅宗」「考証釈尊伝」「仏教の要諦」など。

## 著書
- 「国立国会図書館サーチ」を参照

### 論文
- CiNii>立花俊道